# Wickerhamomyces sydowiorum
Wickerhamomyces sydowiorum är en svampart som först beskrevs av D.B. Scott & Van der Walt, och fick sitt nu gällande namn av Kurtzman, Robnett & Basehoar-Powers 2008. Wickerhamomyces sydowiorum ingår i släktet Wickerhamomyces, ordningen Saccharomycetales, klassen Saccharomycetes, divisionen sporsäcksvampar och riket svampar.   Inga underarter finns listade i Catalogue of Life.